# Limacidae
Limacidae zijn een familie van naaktslakken. De familie bevat ten minste 12 geslachten en wellicht meer dan 56 soorten.

## Taxonomie
De volgende onderfamilie en geslachten zijn bij de familie ingedeeld:
- Onderfamilie Limacinae 
  - Geslacht Limax Linnaeus, 1758[4] - typegeslacht van de familie
    - Limax aeolianus Giusti, 1973
    - Limax albipes Dumont & Mortillet, 1853
    - Limax bielzii Seibert, 1873
    - Limax brandstetteri Falkner, 2008[5]
    - Limax canapicianus Pollonera, 1885
    - Limax cephalonicus Simroth, 1886
    - Limax ciminensis Pollonera, 1890
    - Limax cinereoniger Wolf, 1803 (syn. Limax alpinus Férussac, 1822)[6]
    - Limax conemenosi Böttger, 1882
    - Limax corsicus Moquin-Tandon, 1855
    - Limax dacampi Menegazzi, 1854
    - Limax dobrogicus Grossu & Lupu, 1960
    - Limax erythrus Bourguignat, 1864
    - Limax gerhardti Niethammer, 1937
    - Limax graecus Simroth, 1889
    - Limax granosus Bérenguier, 1900
    - Limax hemmeni Rähle, 1983
    - Limax ianninii Giusti, 1973
    - Limax lachensis Bérenguier, 1900
    - Limax maximus (Grote aardslak) Linnaeus, 1758
    - Limax millipunctatus Pini, 1885
    - Limax pironae Pini, 1876
    - Limax polipunctatus Pollonera, 1888
    - Limax punctulatus Sordelli, 1871
    - Limax redii Gerhardt, 1933
    - Limax sarnensis Heim & Nitz, 2009[6]
    - Limax squamosus Bérenguier, 1900
    - Limax subalpinus Lessona, 1880
    - Limax veronensis Lessona & Pollonera, 1882
    - Limax wohlberedti Simroth, 1900
    - Limax zilchi Grossu & Lupu, 1960
    - Ondergeslacht Limacus Lehmann, 1864
      - Limax ecarinatus Boettger, 1881
      - Limax flavus Linnaeus, 1758

  - Geslacht Bielzia Clessin, 1887 - met één soort
    - Bielzia coerulans M. Bielz, 1851 Sommige auteurs, bijv. Russische malacologen,[4] plaatsen het geslacht Bielzia binnen een aparte familie Limacopsidae.[4]

  - Geslacht Caspilimax P. Hesse, 1926[4]
  - Geslacht Caucasolimax Likharev et Wiktor, 1980[4]
  - Geslacht Gigantomilax O. Boettger, 1883[4]
    - Gigantomilax csikii Soós, 1924
    - Gigantomilax lederi (Boettger, 1883)
    - Gigantomilax majoricensis (Heynemann, 1863)[7]

  - Geslacht Lehmannia Heynemann, 1862[4]
  - Geslacht Limacopsis Simroth, 1888
  - Geslacht Malacolimax Malm, 1868[4]
  - Geslacht Turcomilax Simroth, 1901[4]
- Onderfamilie Eumilacinae 
  - Geslacht Eumilax O. Boettger, 1881 - typegeslacht van de onderfamilie Eumilacinae
    - Eumilax brandti (Martens, 1880)

  - Geslacht Metalimax Simroth, 1896

## Taxonomie volgens WoRMS
- Ambigolimax Pollonera, 1887
- Deroceras Rafinesque, 1820
- Lehmannia Heynemann, 1863
- Limacus Lehmann, 1864
- Limax Linnaeus, 1758

## In Nederland waargenomen soorten
- Genus: Ambigolimax
  - Ambigolimax valentianus - (Spaanse aardslak)
- Genus: Lehmannia
  - Lehmannia marginata - (Bos-aardslak)
- Genus: Limacus
  - Limacus flavus - (Lichte aardslak)
  - Limacus maculatus - (Groene aardslak)
- Genus: Limax
  - Limax cinereoniger - (Zwarte aardslak)
  - Limax maximus - (Tijgerslak)
- Genus: Malacolimax
  - Malacolimax tenellus - (Tere aardslak)